# Савельевское сельское поселение
Савельевское се́льское поселе́ние — муниципальное образование в Наурском районе Чечни Российской Федерации.
Административный центр — станица Савельевская.

## История
Статус и границы сельского поселения установлены Законом Чеченской Республики от 14 июля 2008 года № 47-РЗ «Об образовании муниципального образования Наурский район и муниципальных образований, входящих в его состав, установлении их границ и наделении их соответствующим статусом муниципального района и сельского поселения».

## Население
| 2010  | 2012  | 2013  | 2014  | 2015  | 2016  | 2017  |
| ----- | ----- | ----- | ----- | ----- | ----- | ----- |
| 2263  | ↗2308 | ↗2352 | ↗2414 | ↗2470 | ↗2510 | ↘2495 |
| 2018  | 2019  | 2020  | 2021  | 2023  | 2024  |       |
| ↗2511 | ↗2530 | ↗2546 | ↘2239 | ↗2286 | ↗2312 |       |

## Состав сельского поселения
| № | Населённый пункт | Тип населённого пункта          | Население |
| - | ---------------- | ------------------------------- | --------- |
| 1 | Савельевская     | станица, административный центр | ↗2312     |

## Близлежащие населенные пункты
- село Мекен-Юрт, Мекен-Юртовское сельское поселение, Надтеречный район, Чеченская Республика;
- село Надтеречное, Чеченская Республика;
- село Мекен-Юрт, Мекен-Юртовское сельское поселение, Надтеречный район, Чеченская Республика;
- село Подгорное, Подгорненское сельское поселение, Надтеречный район, Чеченская Республика